# ساحره عاشق
ساحره عاشق (ایتالیایی: La strega in amore) یک فیلم درام ترسناک ایتالیایی به کارگردانی دامیانو دامیانی است که در سال ۱۹۶۶ منتشر شد. این فیلم بر پایهٔ رمان آئورا اثرِ کارلوس فوئنتس ساخته شد.

## گزیدهٔ بازیگران
- ریچارد جانسون
- روزانا اسکیافینو
- سارا فراتی
- جان ماریا ولونته
- مارگریتا گوتسیناتی
- ایوان راسیموف